# 仁別森林鉄道
仁別森林鉄道（にべつしんりんてつどう）は、秋田市北東部に路線網があった秋田営林局（現 東北森林管理局）の林用軌道の総称である。国鉄秋田駅東側隣接地にターミナル兼貯木場を持ち、一級河川で雄物川支流の旭川の谷沿いに路線があった。

## 路線

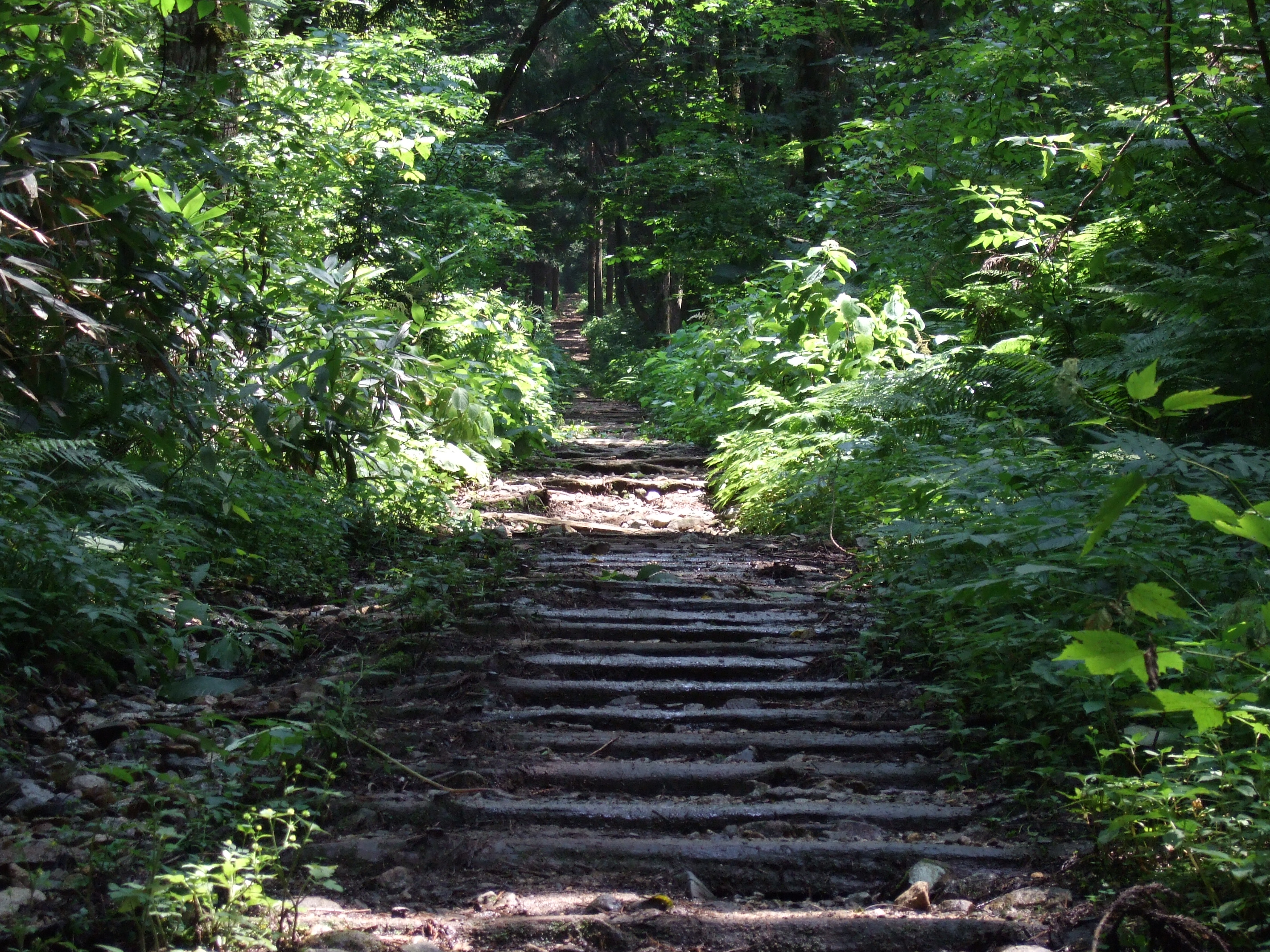
現在は登山道となっている、旭又沢支線のインクライン跡

すべて軌間762mm。路線長は延長・廃止が繰り返されているため、各路線とも開設当初の長さを記す。
仁別林道
秋田貯木場 - 仁別事業区17林班吐出沢 (21,432m)
本線格の路線。中間に松原駅（現在の秋田中央交通松原上丁バス停付近）・仁別駅（現在の秋田中央交通中島橋バス停付近）・務沢駅（現在の仁別森林博物館付近）があり、沿線住民の利便のため仁別駅までは客車を併結していた。
仁別林道中ノ沢支線
仁別林道から妙見付近で分岐 - 仁別事業区39林班 (4,918m)
仁別林道砥沢支線
仁別林道から中ノ沢支線分岐より1.5km地点で分岐 - 仁別事業区33林班 (3,302m)
仁別林道軽井沢支線
仁別林道から軽井沢口で分岐 - 仁別事業区1林班 (2,000m)
仁別林道旭又沢支線
仁別林道22.4km地点 -  (1,340m)
終点付近に約500mのインクライン区間が存在した。
太平山登山道にある御滝神社から奥に分け入り、旭又沢とぶつかる点が終点。
務沢林道
仁別林道19km地点 - 仁別山研修所 (380m)
奥馬場目林道
仁別林道中ノ沢支線 - 馬場目村銀ノ沢入口 (5,200m、10,538m説もあり)
峠越えの区間に延長約550mの馬場目隧道があった。杉沢森林鉄道（五城目営林局）の開設に伴い廃止。

## 代替バス
秋田中央交通 仁別リゾート公園線
運行頻度は約2時間に1本程度。客車併結区間をカバーしている。秋田市交通局時代の一時期は務沢駅跡に近い仁別森林博物館まで行く「仁別国民の森線」も運行されていた。
秋田中央交通 秋田温泉線
運行頻度は1時間に2本程度。仁別リゾート公園線と完全に重複している。

## 歴史
- 1908年（明治41年） - 建設開始。
- 1909年（明治42年） - 秋田貯木場竣工、仁別林道本線を開設(21,432m)[1][2]。
- 1916年（大正5年） - 中ノ沢支線を開設(4,918m)[1]。
- 1926年（昭和元年） - ホイットコム製ガソリン機関車導入[4]。
- 1928年（昭和3年） - 砥沢支線を開設(3,302m)[1]。
- 1933年（昭和8年）10月 - 奥馬場目林道の馬場目隧道工事が着工する[5]。
- 1935年（昭和10年） - 奥馬場目林道を自動車道から変更開通(5,200m)[1]。
- 1936年（昭和11年）
  - 9月中旬 - 奥馬場目林道の馬場目隧道が竣工する[5]。
  -  ??月??日 - 軽井沢支線を開設(2,000m)[1]。
- 1940年（昭和15年） - 奥馬場目林道を3,640m延長(8,840m)[1]。
- 1943年（昭和18年） - 本線を14林班まで1,888m延長(23,320m)[1]。
- 1948年（昭和23年） - 砥沢支線を廃止、歩道に編入[1]。
- 1949年（昭和24年）
  -  ??月??日 - 中ノ沢支線を750m延長(5,668m)[1]。
  -  ??月??日 - 奥馬場目林道を全線牛馬道に格下げ[1]（翌年、五城目営林署の杉沢林道に一部転用され、昭和47年（1962年）8月18日に廃道[6]）。
- 1950年（昭和25年） - 旭又沢支線を開設(1,340m)[1]。
- 1952年（昭和27年） - 砥沢支線を中ノ沢支線砥沢分線として再開(3,360m)[1]。
- 1953年（昭和28年）12月17日 - 軽井沢支線を全線牛馬道に格下げ[1]。
- 1956年（昭和31年） - 軽井沢支線を再開(1,960m)[1]。
- 1958年（昭和33年）3月 - 務沢駅付近に仁別山職員研修所を開設[2]。
- 1959年（昭和34年）
  -  ??月??日 - 全車ディーゼル機関車化[4]。
  -  ??月??日 - 務沢林道を開設 (380m) [1]。
- 1964年（昭和39年）12月21日 - 仁別森林博物館を開館[2][7]。
- 1965年（昭和40年）
  -  ??月??日 - 仁別山研修所を廃止（翌年から仁別休憩所として再利用）[2]。
  - 2月11日 - 砥沢支線を全線廃道[1]。
  - 6月17日 - 旭又沢支線を全線廃道[1]。
  - 10月23日 - 中ノ沢支線を全線廃道[1]。
- 1966年（昭和41年）
  -  ??月??日 - 本線を1,000m廃道(22,320m)[1]。
  - 6月7日 - 軽井沢支線、務沢林道を全線廃道[1]。
- 1968年（昭和43年）
  - 3月14日 - 本線を20,820m廃道(1,500m)[1]。
  - 9月25日 - 本線を全線廃道[1]。
  -  ??月??日 - 仁別駅から約600m上流にて、本線跡を遮断する位置で旭川治水ダムの建設工事が開始。

## 車両
1965年当時。
- 機関車5両（酒井工作所製5トン2両、酒井工作所製4.8トン2両、加藤製作所製5トン1両）
- 客車21両（鋼製3両、大型木製1両、小型木製7両、幌形10両）
- モーターカー1両
- 運材台車234両（鋼製196両、木製38両）

他に森林鉄道の事務所の資料にない協三工業製の機関車2両がいた。
なお、仁別森林博物館に展示されている機関車は、当軌道で使用された機関車ではない。ボールドウィン号（蒸気機関）は北見営林局留辺蕊営林署温根湯森林鉄道で使用されたものであり、酒井重工業D-29（ディーゼル機関）は能代営林署仁鮒森林鉄道で使用されたものである。ただし後者は、博物館への搬入に際して仁別森林鉄道を経由している。

## 廃止後の跡地利用
本線は廃止後、秋田県道401号雄和仁別自転車道線（仁別サイクリングロード）や生活道路に転用された。秋田高校正門下の一段低くなっている道などが廃線跡である。しかし旭川ダム建設や仁別リゾート公園造成、秋田県道15号秋田八郎潟線の拡幅などによって一部路盤が失われており、現存する区間も手入れの行き届いていない箇所が多い。特に旭川ダムより奥では、土砂災害で長期間通行止めになる事態が数年おきに発生している。
旭又沢支線や軽井沢支線など山間部の支線は、自動車道として別途建設された仁別林道や、太平山の登山道に転用された。旧路盤とは別に現道が建設された区間も多く、橋脚や擁壁の痕跡が残されている。旭又沢支線のインクライン区間には枕木がそのまま残され、階段のように使われている。奥馬場目隧道は埋め戻されており、現道の中ノ沢林道が山越えをする脇に痕跡がある。
秋田駅隣接地の貯木場跡は、長年更地のまま放置されていたが、秋田駅東口の再開発に伴い2003年（平成15年）以降になって区画整理され、マンション・戸建住宅地・駐車場・道路になっている。

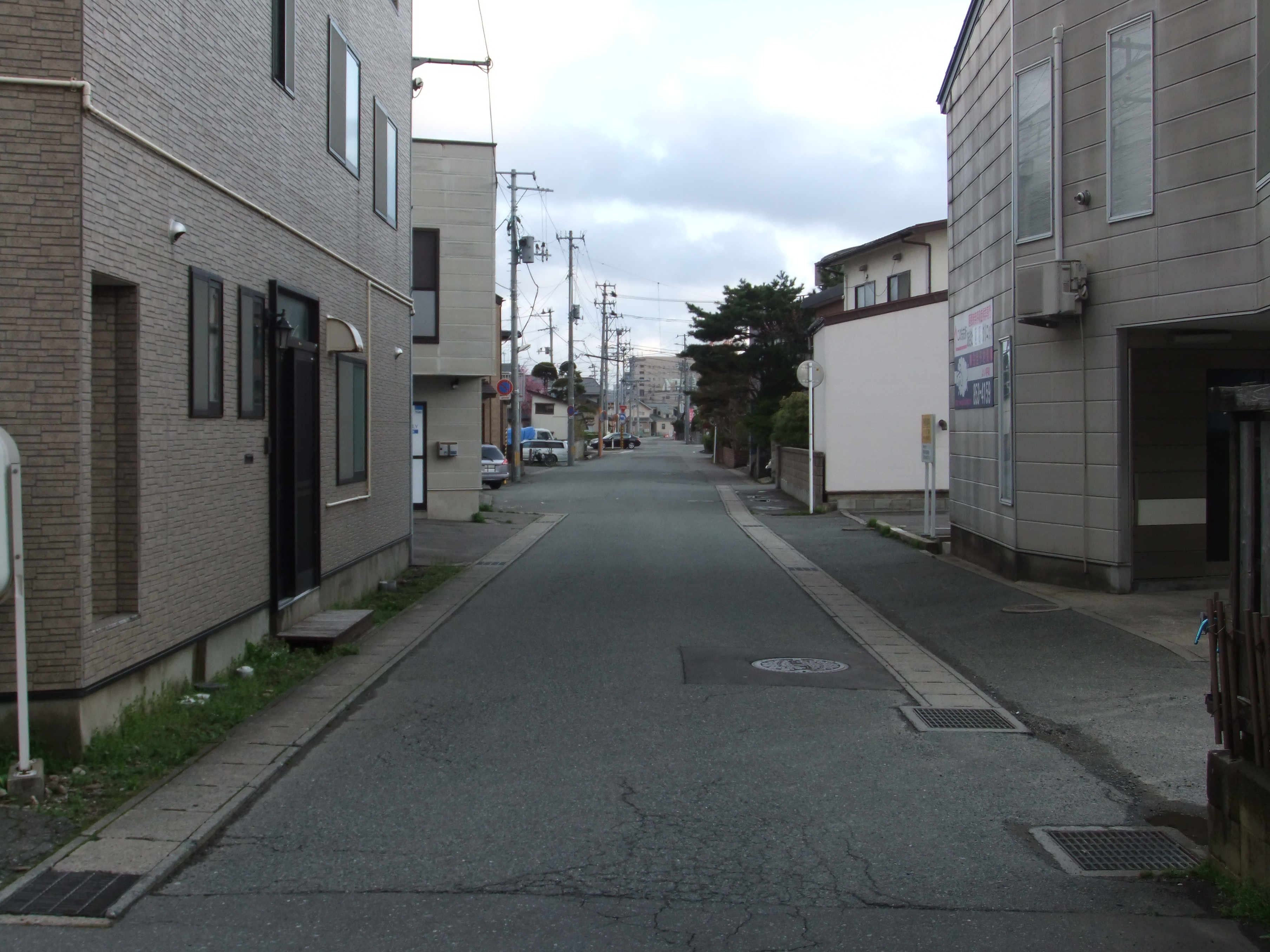
秋田駅付近。正面奥が貯木場跡。
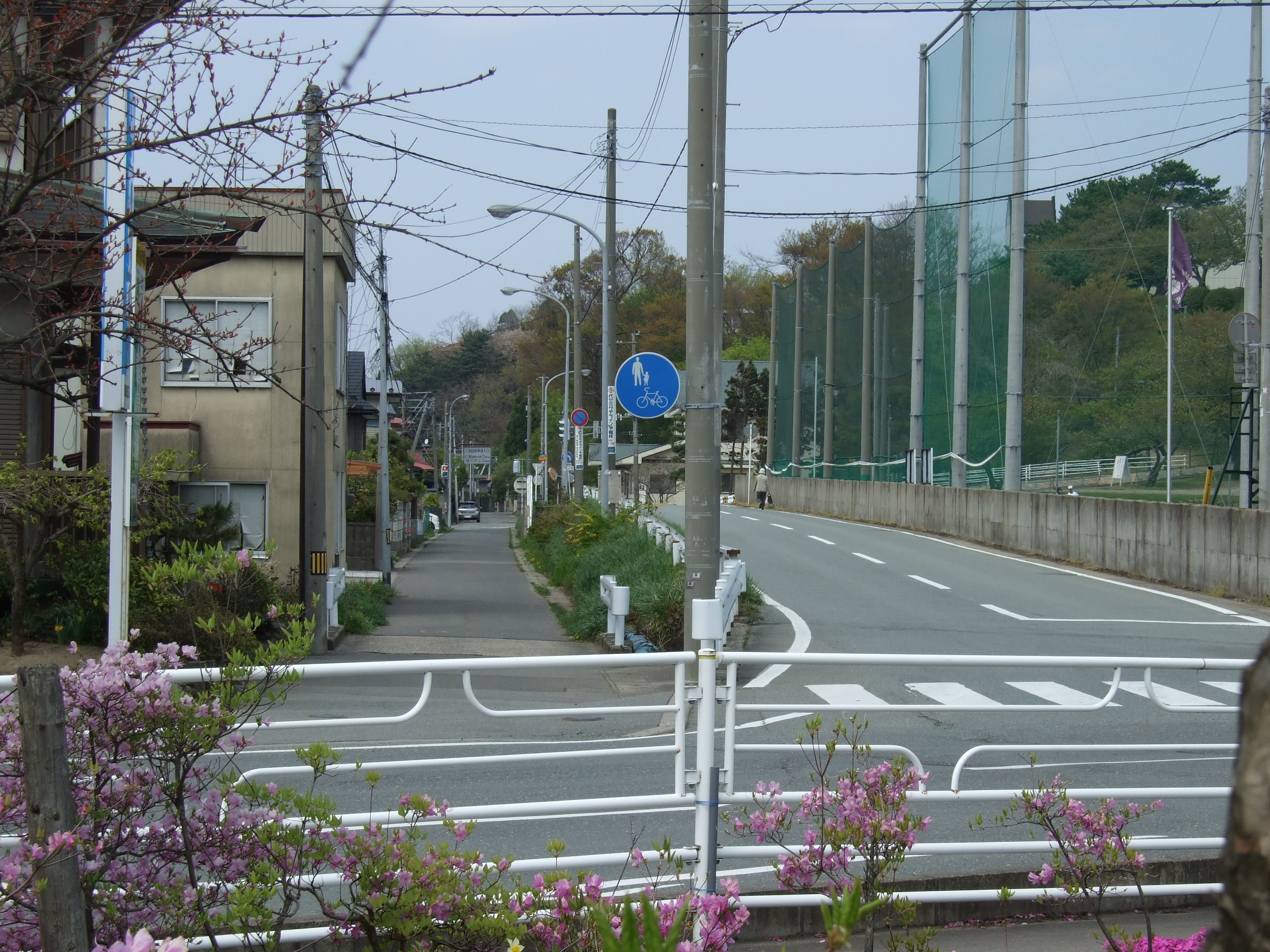
秋田高校正門下。左が廃線跡、右は県道15号の旧道。